# Diocese de Penang
A Diocese de Penang (em latim: Diœcesis Pinangensis) é uma circunscrição eclesiástica da Igreja Católica em George Town (Penang), na Malásia. Foi erigida em 25 de fevereiro de 1955. Seu atual Bispo é Sebastian Francis. Sua sé é a Catedral do Espírito Santo de George Town.
Em 2021, possui 29 paróquias e 42 sacerdotes, contando com 7.242.800 habitantes, com 0,8% da população jurisdicionada batizada (61.450 batizados).

## História
A diocese foi erigida em 25 de fevereiro de 1955 com a bula Malacensis arquidiœcese do Papa Pio XII, obtendo o território da arquidiocese de Malaca (hoje Arquidiocese de Singapura).
Pela bula Spe certa ducti de 2 de dezembro de 1972 do Papa Paulo VI, com a redefinição das províncias eclesiásticas de parte da Ásia, a diocese passa a ser sufragânea da Arquidiocese de Kuala Lumpur.

## Bispos
| #      | Nome                      | Período   | Notas                             |
| Bispos | Bispos                    | Bispos    | Bispos                            |
| ------ | ------------------------- | --------- | --------------------------------- |
| 5º     | Sebastian Cardeal Francis | 2012-     | cardeal                           |
| 4º     | Anthony Selvanayagam      | 1983-2012 | bispo emérito                     |
| 3º     | Anthony Soter Fernandez † | 1977-1983 | nomeado arcebispo de Kuala Lumpur |
| 2º     | Gregory Yong Sooi Ngean † | 1968-1977 | nomeado arcebispo de Singapura    |
| 1º     | Francis Chan †            | 1955-1967 |                                   |